# Microalga

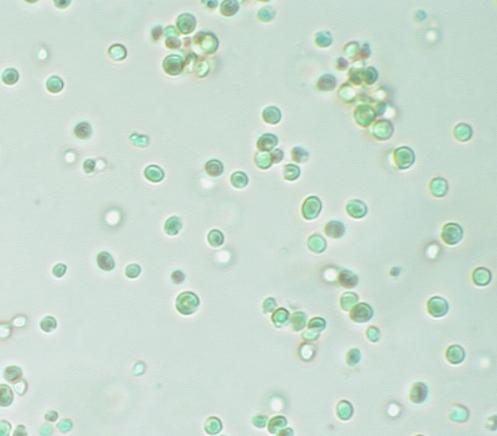
Microalgas do género Nannochloropsis vista por um microscópio óptico.

Em biologia aquática (biologia marinha e limnologia), chamam-se microalgas as algas unicelulares que crescem em água doce ou salgada. O termo microalga não está ligado à taxonomia dos seus integrantes, mas esse termo designa um grupo polifilético de características metabólicas semelhantes, ou seja, elas surgiram e evoluíram em tempos diferentes, mas o mecanismos dentro das células é semelhante. Neste grupo podemos incluir as Chlorophytas ou algas verdes, que são eucariontes, e as cianobactérias, que são procariontes. Elas podem estar associadas em colónias, por vezes de grandes dimensões. Seu tamanho pode variar de alguns a poucas centenas de micrômetros (1µm = 10-6m).
As microalgas não só fazem parte do plâncton, mas também têm sido consideradas responsáveis pela maior parte do oxigênio da atmosfera terrestre e são a base principal da cadeia trófica aquática. As microalgas também são a maior parte do perificton, que é uma fina camada (biofilme) normalmente observada com manchas verdes  ou pardas aderidas a objetos submersos na água. Foi estimada a existência de 200 000 a 800 000 espécies, das quais apenas cerca de 35 000 estão descritas.
Usa-se este termo em oposição a macroalga, que refere normalmente as algas com órgãos diferenciados, como as algas vermelhas e as algas castanhas.
O grupo de microalgas mais importante é o das diatomáceas, mas em certos sistemas, principalmente em água doce, as clorofíceas ou cianofíceas podem ser dominantes.

## Aplicações
Algumas microalgas podem ser cultivadas para uso em aditivos alimentares, ou ainda no uso de seu próprio conteúdo, como óleos, pigmentos e alguns carboidratos especiais e pela produção do ácido graxo como Omega-3, que é passado na cadeia alimentar.
|                    | Produto                                          | Aplicações                       |
| ------------------ | ------------------------------------------------ | -------------------------------- |
|                    |                                                  | Alimentos naturais “health food” |
|                    |                                                  | Alimentos funcionais             |
| Biomassa           | Biomassa                                         | Aditivos alimentares             |
|                    |                                                  | Aqüicultura                      |
|                    |                                                  | Condicionador do solo            |
|                    |                                                  | Biocombustíveis                  |
|                    | Xantofilas (astaxantina e cantaxantina)          |                                  |
| Corantes e         | Luteína                                          | Cosméticos                       |
| antioxidantes      | Aditivos alimentares                             |                                  |
|                    | Beta-caroteno                                    |                                  |
|                    | Vitamina C e E                                   |                                  |
|                    | Ácido araquidônico - ARA                         |                                  |
|                    | Ácido eicosapentaenóico - EPA                    |                                  |
| Ácidos graxos      | Ácido docosahexaenóico - DHA                     | Aditivos alimentares             |
|                    | Ácido gama-linolênico - GCA                      |                                  |
|                    | Ácido linoléico - LA                             |                                  |
|                    | Superóxido dismutase –SOD                        | Alimentos naturais               |
| Enzimas            | Fosfoglicerato quinase – PGK                     | Pesquisa                         |
|                    | Luciferase e Luciferína                          | Medicina                         |
|                    | Enzimas de restrição                             |                                  |
|                    | Polissacarídeos                                  | Aditivos alimentares             |
| Polímeros          | Amido                                            | Cosméticos                       |
|                    | Ácido poli-beta-hidroxibutirico - PHB            | Medicina                         |
|                    | Peptídeos                                        |                                  |
|                    | Toxinas                                          |                                  |
| Produtos especiais | Isótopos                                         | Pesquisa                         |
|                    | Aminoácidos (prolina, arginina, ácido aspártico) | Medicina                         |
|                    | Esteróis                                         |                                  |

Abaixo está alguns exemplos de empresas que utilizam microalgas para produzirem aos produtos para medicina.  
| Empresa            | País     | Microalga (gênero) | Produto                       | Atividade biológica                                      |
| ------------------ | -------- | ------------------ | ----------------------------- | -------------------------------------------------------- |
| Martek/Omegatech   | USA      | Crypthecodinium    | DHA                           | Desenvolvimento cerebral                                 |
| Cyanotech          | USA      | Haematococcus      | Astaxantina                   | Tratamento da Síndrome do Túnel do Carpo                 |
| MERA               | USA      | Haematococcus      | Astaxantina                   | Antiinflamatório, tratamento de lesões musculares        |
| OceanNutrition     | Canadá   | Chlorella          | Extrato de carboidratos       | Melhora da resposta imunológica, antigripal (“anti-flu”) |
| InnovalG           | França   | Odontella          | Ácido eicosapentaenóico - EPA | Antiinflamatório                                         |
| Panmol/Madaus      | Áustria  | Spirulina          | Vitamina B12                  | Melhora da resposta imunológica                          |
| Nutrinova/Celanese | Alemanha | Ulkenia            | Ácido docosahexaenóico - DHA  | Tratamento de doenças cerebrais e cardíacas              |

### O papel das microalgas na análise da qualidade da água
As microalgas exercem um papel importante para definir o quão boa é uma fonte de água para uso humano. As microalgas podem viver em dois principais tipos de ambientes aquáticos: o fitoplâncton (organismos que flutuam na água) e o perifíton (um tipo de camada fina de algas e outros organismos que cresce sobre superfícies submersas, como rochas, troncos e plantas aquáticas). O perifíton é importante porque contribui para a saúde dos ecossistemas aquáticos, ajudando na produção de oxigênio e no controle do fluxo de nutrientes. Além disso, ele pode ser utilizado para medir a poluição da água, pois é sensível às mudanças no ambiente e serve como um indicador do nível de nutrientes na água.
O perifíton desempenha um papel crucial nos lagos, tanto na alimentação de outros organismos quanto no ciclo de nutrientes. Ele também pode ser usado para detectar sinais de problemas ambientais, como o excesso de nutrientes na água (um processo chamado eutrofização), ajudando a guiar ações de recuperação ambiental.
O ficoperifíton, um tipo específico de perifíton, é comumente usado em estudos ambientais para avaliar a qualidade da água. Isso porque ele tem várias vantagens: é fixo em um lugar (séssil), os organismos que o compõem têm ciclos de vida curtos, respondem rapidamente às mudanças no ambiente e há muitas espécies diferentes envolvidas. Isso facilita a identificação de alterações na saúde do ecossistema aquático.

### Produção de bioetanol a partir de biomassa de microalgas
Devido à preocupação com o esgotamento das fontes de energia não-renováveis, novas alternativas para o desenvolvimento de biocombustíveis como o bioetanol vem sendo buscadas. A fermentação de bioetanol através de amido ou cana-de-açúcar (conhecido como etanol de primeira geração) é muito utilizada, contudo, o bioetanol de primeira geração baseado em culturas alimentícias causa questões morais do uso de alimentos na produção de combustível.
A utilização de biomassa de microalgas para a fermentação de bioetanol (etanol de terceira geração) vem cada vez ganhando mais espaço pois estas apresentam algumas vantagens em relação à métodos convencionais. Tais como a eficiência elevada de conversão fotossintética, o alto teor lipídico armazenado em sua biomassa, rápido crescimento e a não utilização de terras agrícolas destinadas à culturas alimentícias. 

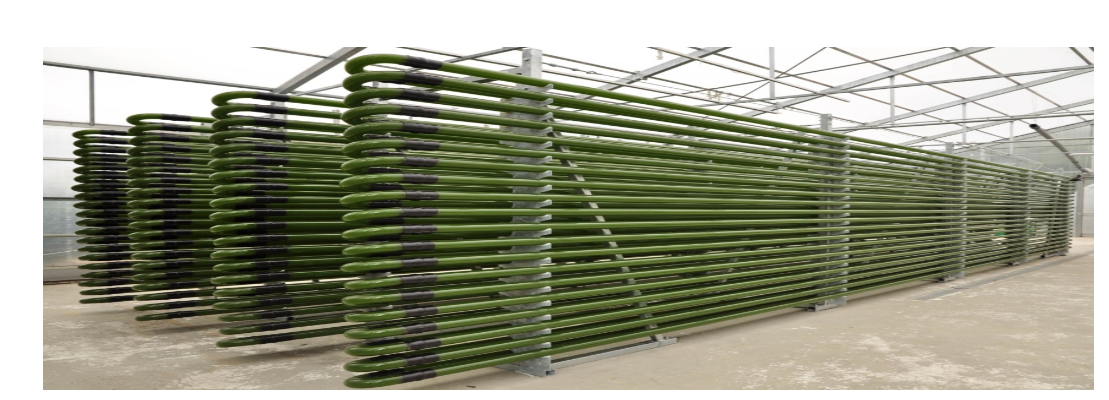
Fotobiorreator utilizado para o cultivo de microalgas.

A produção do bioetanol, se dá basicamente por três etapas: Pré-tratamento, sacarificação e fermentação.
·        Pré-tratamento: Primeiramente pelo cultivo das microalgas em fotobiorreatores por uma forma de cultivo chamada de Aquicultura. Após a secagem, a biomassa obtida é triturada afim de se obter um rompimento da parede celular de suas células;
·        Sacarificação: A etapa de sacarificação baseia-se na hidrólise dos carboidratos presentes nas células da biomassa, geralmente através de algum produto químico como os ácidos, por exemplo;
·        Fermentação: O hidrolisado obtido na etapa de sacarificação, rico em monossacarídeos, é utilizado por fim, na fermentação do bioetanol . mediante a ação de um microrganismo, como a levedura Saccharomyces cerevisiae, por exemplo, que é comumente utilizada na fermentação alcoólica. 
Através desta última etapa, o etanol é produzido através da fermentação e separado do restante da solução.

### Microalgas no desenvolvimento sustentável
O desenvolvimento sustentável é uma grande questão a ser explorada no século XXI.  Segundo a ONU a população mundial chegará em 9,7 bilhões em 2050. A problemática da superpopulação é um problema que tem como obstáculo a necessidade de conservar os recursos naturais para as próximas gerações. Uma das soluções para isso estão nas microalgas, que, pelas suas propriedades e por serem encontradas tanto em ambientes salinos como de água doce, têm ganhado destaque nas pesquisas.
As microalgas podem ser usadas na alimentação animal (particularmente na aquacultura), e em vários alimentos, incluindo massas, salsichas veganas, barras proteicas energéticas, produtos de panificação e cremes vegetais. A grande maioria das aplicações comercias das microalgas se concentra na produção de Chlorella e espirulina em pó, como biomassa seca que oferece vários benefícios à saúde. Algumas cepas contêm até 70% de proteína e são fontes sustentáveis de ômega–3. Atualmente, a maioria dos suplementos de ômega-3 são derivados de óleos de peixe. Isso, no entanto, levanta preocupações de sustentabilidade, como danos aos ecossistemas marinhos como resultado da sobrepesca. Outros compostos bioativos, como vitaminas B12, K ou D também são encontradas nas microalgas, evidenciando suas propriedades para a saúde, reduzindo o risco de câncer e doenças cardiovasculares, por exemplo.
Uma grande vantagem do cultivo de microalgas é a possibilidade de cultivo em diferentes locais, com condições ambientais muito diferentes. Podem ser cultivadas desde a Islândia, cujo clima é majoritariamente subpolar, até em ambientes com um clima desértico.  Por exemplo, no Chade, um país sem litoral e de baixa renda, o consumo de espirulina colhida no Lago Chade melhorou significativamente o estado nutricional das pessoas porque a espirulina é uma excelente fonte de proteínas e micronutrientes.
Desde a década de 1950 tecnologias intensivas para o cultivo de microalgas têm sido estudadas e desenvolvidas. Atualmente, esses organismos são cultivados em fotobiorreatores de sistema aberto ou fechado. No entanto, os custos de produção e processamento da biomassa de microalgas ainda são altos. São necessárias tecnologias avançadas para aumentar a produtividade e reduzir os custos. Embora os benefícios do cultivo de microalgas orgânicas para alimentos e rações sejam substanciais, o crescimento do mercado exigirá a superação desses obstáculos (falta de produção automatizada no setor). Por esse motivo, a produção de microalgas ainda está em seus estágios iniciais em comparação a outras safras.
Além de seu valor nutricional, as microalgas também oferecem benefícios climáticos, uma vez que sequestram dióxido de carbono da atmosfera, um dos gases responsáveis pelo efeito estufa. Além disso, também existem vantagens econômicas ao utilizar áreas de cultivo de forma mais eficiente, por meio do uso de terras não aráveis, o que amplia a possibilidade de produção de biomassa. 
           Outro grande problema global que ganhou destaque é a vulnerabilidade do suprimento de alimentos pelo globo (que ficou mais evidente com a guerra da Rússia na Ucrânia). Interrupções nas exportações podem inflacionar os alimentos em todo o mundo em níveis muito altos, principalmente em países em desenvolvimento. Em maio de 2022, os custos dos alimentos aumentaram 42% em comparação com 2014-2016, informou a ONU . No ano passado, cerca de 828 milhões de pessoas foram afetadas pela fome – um aumento de aproximadamente 46 milhões em comparação com 2020 e um aumento de 150 milhões desde o início da pandemia de COVID-19. A demanda por alimentos de alta qualidade nutricional é alta, e tende a aumentar nos próximos anos à medida que a população mundial cresce.
Devido a esses desafios, o portfólio de produtos contendo microalgas permanece limitado hoje. Mas, se esses obstáculos puderem ser superados, as perspectivas gerais para a indústria de microalgas são promissoras. Além de ser uma fonte de alimento e ração, as microalgas podem ser utilizadas para biocombustíveis, cosméticos, fertilizantes e suplementos de saúde. 

### Produção de astaxantina a partir de microalgas
A astaxantina é um cetocarotenoide com alta capacidade antioxidante  e provou ser seguro para consumo humano. Graças às suas propriedades, a astaxantina conquistou grande valor comercial nos últimos anos e, juntamente com o β-caroteno, representa mais da metade do mercado atual de carotenóides. Conhecida pelo seu pigmento vermelho-sangue extraído de algas, a astaxantina já tem usos notáveis. Como poderoso antioxidante, esse composto é normalmente encontrado em frutos do mar e é comumente usada para colorir o camarão. Também é vendido na forma de comprimidos como suplemento alimentar.
A atividade antioxidante da astaxantina e, em geral, dos carotenóides é importante para a saúde humana e as dietas ricas em carotenóides protegem de várias doenças, como câncer, doenças cardiovasculares, artrite, e podem melhorar a saúde em pacientes com AIDS, diabetes, degeneração macular e neurodegeneração. Acredita-se que a astaxantina tenha um impacto potencialmente positivo na função cerebral, no desempenho atlético e no envelhecimento da pele, entre outras coisas. 
Agora, a produção comercial de astaxantina é realizada por fermentação de leveduras e bactérias, por extração de cascas de camarão e microalgas e, principalmente, por síntese química de produtos petroquímicos. A astaxantina sintética cobre 95% do mercado é produzida a partir de fontes petroquímicas, levantando questões de potencial toxicidade, poluição e sustentabilidade e apresentando graves riscos à saúde. Por esse motivo, a astaxantina produzida quimicamente é vendida no mercado de ração animal, mas não atende aos requisitos regulatórios para uso humano direto em nenhum país. Além disso, astaxantina sintética apresenta propriedades antioxidantes muito menores em comparação com a natural. Essa limitação está impulsionando a produção de astaxantina natural para o cultivo de microalgas.
Várias espécies de microalgas como Haematococcus lacustris , Chromochloris zofingiensis ou Chlamydomonas nivalis são produtores primários de astaxantina. A astaxantina natural é de fato produzida em escala industrial pelo cultivo de H. lacustris (anteriormente conhecido como Haematococcus pluvialis), onde a concentração de astaxantina de até 5% de seu peso seco pode ser induzida em condições estressantes de crescimento como falta de nutrientes, alta luz, alta salinidade ou temperatura alta/baixa. De fato, a produção de astaxantina por H. lacustres requer um sistema de cultivo em duas etapas: na primeira etapa, a biomassa “verde” é gerada, enquanto na segunda etapa, a biossíntese de astaxantina “vermelha” é induzida pelo estresse das culturas de células que formam cistos. A parede celular rígida dessa espécie de microalga, composta por uma folha trilaminar, requer métodos disruptivos caros para sua degradação e afeta negativamente o rendimento, a qualidade e a biodisponibilidade dos compostos bioativos recuperados. Assim, a astaxantina derivada de H. lacustris corresponde a < 1% da quantidade de astaxantina comercializada. 
Plataformas alternativas têm sido tentadas para superar tais limitações, desde plantas até diferentes espécies de microalgas, mas  sistemas comercialmente viáveis estão sendo desenvolvidas. Em N. gaditana, violaxantina, ésteres de β-caroteno e vaucheriaxantina são os principais carotenóides acumulados, enquanto zeaxantina e cetocarotenoides como cantaxantina e astaxantina estão presentes em menor extensão.   No entanto, pesquisadores europeus descobriram uma cepa mutante da espécie em que a produção de astaxantina é produzida e  está sendo estudada para uma produção em larga escala e a partir de um desenvolvimento sustentável.

### Produção de ômega-3 a partir de microalgas
O ácido eicosapentaenóico (EPA, 20: 5ω3) é um ácido graxo ômega-3 considerado um importante suplemento para a dieta humana. De fato, em humanos, os ácidos graxos ômega-3 são necessários para manter as membranas celulares, as funções cerebrais e a transmissão de impulsos nervosos em condições normais e desempenham um papel fundamental nos processos de transferência de oxigênio para o plasma sanguíneo, síntese de hemoglobina e células divisão. Por esses motivos, os ácidos graxos ômega-3 são recomendados na prevenção e tratamento de doenças cardiovasculares e em tratamentos neurológicos, além de prevenir doenças cerebrais degenerativas. 
Os ácidos graxos ômega-3 são produzidos principalmente por microalgas marinhas, no entanto, as práticas atuais de produção dependem da extração de peixes ou óleos de krill, devido aos custos de produção mais baixos. Por outro lado, a comercialização deste produto derivado do óleo de peixe é limitada pelo sabor e odor desagradáveis, pela presença de contaminantes cancerígenos, antibióticos e metais pesados, bem como pelos problemas de estabilidade do óleo, resultando em altos custos de produção. Além disso, o conteúdo de ômega-3 em peixes de viveiro depende essencialmente da quantidade que as diferentes espécies ingerem de sua dieta: óleo de peixe marinho e farinha de peixe são incluídos na dieta de peixes de viveiro para aumentar seu teor de ácidos graxos ômega-3. Assim, paradoxalmente, o setor da aquacultura é o maior fornecedor e utilizador de ácidos gordos ómega-3, com questões éticas e de sustentabilidade associadas. Ácidos graxos ômega-3 de algas são considerados possíveis alternativas para suplementação de ácidos graxos ômega-3 para fortificação de alimentos infantis e para consumo vegano e vegetariano. Consequentemente, as microalgas, e em particular o gênero Nannochloropsis , são candidatos industrialmente promissores para a produção de ômega-3 na suplementação da dieta humana. Uma característica importante da Nannochloropsis é que ela é aprovada pela Food and Drug Administration (FDA) para consumo humano. 
O projeto ASTAOMEGA  utiliza de uma cepa mutante de Nannochloropsis gaditana que produz maiores quantidades de astoxantina e ômega-3 em uma escala industrial para produtos de consumo humano e aquacultura.